# Jaktens Tid
Jaktens Tid è il secondo album del gruppo musicale finlandese Finntroll, pubblicato nel 2001 dalla Spinefarm.

## Tracce
1. Krig (intro) - 2:09
2. Födosagan  - 5:02
3. Slaget vid blodsälv - 3:16
4. Skogens hämnd - 4:06
5. Jaktens tid  - 3:34
6. Bakom varje fura - 2:14
7. Kitteldags- 2:05
8. Krigsmjöd - 3:10
9. VargTimmen - 3:30
10. Kyrkovisan - 1:22
11. Den hornkrönte konungen - 3:45
12. Aldhissla - 6:27
13. Tomhet och tystnad härska (outro) - 4:35